# 阿卡尤坎
阿卡尤坎是墨西哥韦拉克鲁斯州的一座城市，面积724.65平方公里，人口79,459人（2005年）。1787年，当地原住民發動起義。1821年墨西哥脫離西班牙独立，1824年該地成為阿卡尤坎自治市。